# Il topo esplosivo
Il topo esplosivo (The Missing Mouse) è un film del 1953 diretto da William Hanna e Joseph Barbera. È il settantatreesimo cortometraggio della serie Tom & Jerry, riconosciuto per essere il primo in cui il musicista dei corti Scott Bradley (il quale ha collaborato per i filmati di repertorio del cartone animato) viene sostituito da Edward Plumb e il secondo in cui viene aggiunta la frase di Tom "Don't you believe it!" dopo Jerry nei guai presentando lo stesso riverbero usato precedentemente. Il corto uscì nelle sale statunitensi il 10 gennaio del 1953.

## Trama
Jerry sta rubando del cibo dal frigorifero, ma viene ostacolato da Tom, che inizia a inseguirlo. Jerry si schianta contro un muro e gli cade addosso del lucido per scarpe bianco. Subito dopo Tom sente un annuncio radiofonico il quale avverte che un pericoloso topo bianco è scappato da un laboratorio e che, a un solo colpo ricevuto, può dimostrarsi una bomba esplosiva. A insaputa di Tom, anche Jerry ascolta l'annuncio e decide di divertirsi spaventando Tom, facendogli credere di essere il topo bianco per via del lucido. Ogni volta che Tom cerca di chiamare la polizia, viene fermato da Jerry che simula l'esplosione. Poco dopo però il topo cade nell'acquaio e il lucido viene via così Tom si accorge dello scherzo e lo caccia a calci fuori di casa, proprio mentre entra in casa il vero topo bianco e comincia a mangiare delle noci; Tom, pensando che sia nuovamente Jerry travestito, cerca di lavargli via il lucido, ma realizza l'amara verità quando vede Jerry alla finestra, che lo canzona. 
Tom invecchia di cento anni e prova a chiamare ancora una volta la polizia, ma in quello stesso momento sente alla radio che l'esplosivo contenuto nel topo bianco non è più pericoloso e dunque questo non potrà più esplodere: un ringiovanito e aitante Tom si avvicina trionfante alla finestra per scacciare il topo bianco con un calcio, mentre Jerry, conscio del pericolo contrariamente a Tom e allo stesso topo bianco che era rimasto immobile durante l'annuncio piuttosto che scappare, fugge via. Un irritato e stufo Tom quindi tira con aria soddisfatta un calcio al topo bianco, il quale tuttavia esplode seduta stante, riducendo l’intero quartiere ad un cumulo di macerie. A seguito della catastrofica esplosione è comunque rimasta intatta la radio che afferma nuovamente, perché evidentemente lo speaker radiofonico è ignaro nonché ancora fermamente convinto di ciò, che il topo bianco non esploderà. Uno sconfitto e rassegnato Tom a sua volta riemerge dalle macerie e controbatte, rivolgendosi agli spettatori: “Non ci credete…”.